# Fodermarsk
Fodermarsk var under Vasatiden en nordisk förnäm hovfunktion. Fodermarskens uppgift var att biträda vid upprätthållande av god ordning vid det kungliga hovet, förestå det kungliga stallet, men också att särskilt medverka vid krigsfolkets förläggning i borgläger.
Senare var fodermarsk tjänstebenämning för tjänstemän vid hovstallet underställda hovstallmästaren. På arton- och nittonhundratalet var fodermarsk även tjänstebenämning på tjänstemän vid Ridskolan Strömsholm, vid remontdepåerna och vid hingstdepåerna vilka var arbetsledare för stallpersonalen.